# Huanggang Shuiku (reservoar i Kina)
Huanggang Shuiku (kinesiska: 黄岗水库) är en reservoar i Kina. Den ligger i provinsen Fujian, i den sydöstra delen av landet, omkring 270 kilometer sydväst om provinshuvudstaden Fuzhou. Huanggang Shuiku ligger 449 meter över havet. Arean är 1,0 kvadratkilometer. I omgivningarna runt Huanggang Shuiku växer i huvudsak blandskog. Den sträcker sig 2,2 kilometer i nord-sydlig riktning, och 0,7 kilometer i öst-västlig riktning.
Genomsnittlig årsnederbörd är 2 015 millimeter. Den regnigaste månaden är maj, med i genomsnitt 396 mm nederbörd, och den torraste är oktober, med 21 mm nederbörd.